# Пиарета Николова
Пиарета Пенчева Николова е български лекар, доцент в Медицински университет – Варна. Член на БДФН, EUPS, БЛС. Секретар на Българското дружество по физиологични науки (от 1992 г.).

## Биография
Пиарета Николова е родена на 31 октомври 1962 година в град Търговище, България. През 1988 година завършва медицина във ВМИ – Варна. От 1990 година е асистент в УНС по физиология към Катедрата по физиология и патофизиология. През 1994 година придобива специалност по физиология. През 2009 година защитава дисертационен труд на тема: „Влияние на функционалната мозъчна асиметрия върху хипофизо-овариалната хормонална ос у жени с различна ръкост, възраст и физиологично състояние“.

## Публикации
Има над 20 публикации и над 10 участия в научни конгреси. Основните научни разработки са в областта на невро-ендокринните асиметрии в контрола на репродуктивните функции. Съавтор в ръководство за практически занятия по физиология за студенти по медицина, стоматология и фармация.